# 极速前进澳洲版
《驚險大挑戰澳洲版》（英語：The Amazing Race Australia）是一個以美國真人秀節目《驚險大挑戰》為藍本的澳洲版本。
本節目由澳洲，曾攝製其他版本節目的Active TV Australia攝製，於2011年頭在澳洲電視台Seven Network播放。節目內容為多隊由兩位本身有關係的澳洲人所組成的參賽隊伍，遊歷全球不同國家，並完成不同任務之環球淘汰賽，以爭奪最終冠軍之獎金25萬澳元。
本賽事原定於2010年9月6日截止報名，其後延長至9月17日，參賽者必須年滿21歲並為澳洲永久居民。拍攝定於同年9月至12月內進行，共歷時5周。節目於2011年5月16日晚上8時30分於Seven Network頻道啟播，並繼續於每週一播放，每集長1小時30分。

## 比賽結果
下表列出全部參賽隊伍及隊員關係（節目拍攝當時之關係），以名次先後排名。注意當中列作的資料未必完全反映電視播放時的情況，因表中可能會納入或排除某些數據。
| 隊伍               | 關係       | 分段比賽成績 | 分段比賽成績 | 分段比賽成績 | 分段比賽成績 | 分段比賽成績 | 分段比賽成績 | 分段比賽成績 | 分段比賽成績 | 分段比賽成績 | 分段比賽成績 | 分段比賽成績 | 分段比賽成績 | 路障完成數目          |
| 隊伍               | 關係       | 1            | 2            | 3            | 4            | 5            | 6            | 7            | 7            | 8            | 9            | 10           | 11           | 路障完成數目          |
| ------------------ | ---------- | ------------ | ------------ | ------------ | ------------ | ------------ | ------------ | ------------ | ------------ | ------------ | ------------ | ------------ | ------------ | --------------------- |
| Tyler & Nathan     | 衝浪員     | 6th          | 1st          | 3rd          | 2nd⊃         | 1st^         | 1st          | 2nd          | 2nd^4        | 3rd          | 3rd          | 2nd7         | 1st          | Tyler 6, Nathan 6     |
| Sam & Renae        | 模特兒     | 1st          | 5th          | 8thε         | 5th          | 6th~         | 6th          | 4th          | 3rd+5        | 4th          | 4th          | 1st7         | 2nd          | Sam 62, Renae 6       |
| Jeff & Luke        | 父子       | 4th          | 4th          | 6th          | 4th          | 3rd^         | 3rd          | 3rd          | 1st^         | 2nd          | 2nd          | 3rd8         | 3rd          | Jeff 6, Luke 6        |
| Matt & Tom         | 農夫       | 5th          | 2nd          | 5th          | 1st          | 2nd+         | 4th          | 6th          | 5th~         | 1st          | 1st          | 4th          |              | Matt 5, Tom 6         |
| Dave & Kelly       | 已婚騎車手 | 2nd          | 6th          | 4th          | 6th          | 4th–         | 5th          | 5th          | 4th~         | 5th6         |              |              |              | Dave 6, Kelly 3       |
| Anastasia & Chris  | 情侶       | 7th          | 3rd          | 7th          | 3rd          | 7th+         | 2nd          | 1st          | 6th+5        |              |              |              |              | Anastasia 3, Chris 5  |
| Alana & Mel        | 重逢姊妹   | 9th          | 10th         | 2nd          | 7th          | 5th–         | 7th          |              |              |              |              |              |              | Alana 2, Mel 4        |
| Mo & Mos           | 朋友       | 11th         | 7th1         | 9th3         | 8th          | 8th~         |              |              |              |              |              |              |              | Mo 2, Mos 3           |
| Richard & Joey     | 已婚企業家 | 10th         | 9th          | 1stƒ         | 9th⊂         |              |              |              |              |              |              |              |              | Richard 2, Joey 1     |
| Anne-Marie & Tracy | 同事       | 8th9         | 8th          | 10th3        |              |              |              |              |              |              |              |              |              | Anne-Marie 2, Tracy 1 |
| Ryot & Liberty     | 兄妹       | 3rd          | 11th         |              |              |              |              |              |              |              |              |              |              | Ryot 2, Liberty 0     |

- 紅：該隊已被淘汰。
- 下線藍：該隊最後抵達非淘汰中繼站而被待定淘汰，倘若下一賽段未能首名抵達中繼站，隊伍需罰30分鐘。
- 藍色賽程號碼：該賽段為雙賽段。(名次為該集結束時刻之順位)
- 紫ε：该队使用「迅速通關卡」（Express pass）。
- 綠ƒ：該隊贏得「通行證」（Fast Forward）。
- 棕⊃：该队使用迴轉，⊂是被指定迴轉的队伍
- ^，~，–，+表示各队在联合任务的组队情况

1. ^ Mo & Mos原本是第四队到达，但在上一赛段最后一个到达，所以要接受30分钟罚时，使其排名下降至第7。
2. ^ Sam & Renae虽然在第三赛段交出了迅速通关卡，但该路障是由Sam在做，所以该路障计算在内。
3. ^ Mo & Mos放弃了该路障，所以他们要被罚四小时，但之后Anne-Marie & Tracy也放弃了路障，所以Mo & Mos得以幸存。
4. ^ 在前往克拉科夫的火车上，Tyler & Nathan的钱包被偷，但到后来钱包找到了但里面只有护照，节目组也没有任何赔偿。
5. ^ Sam & Renae和Anastasia & Chris是前两队到达的队伍，但由于没有完成联合任务，所以要分别罚时2小时和4小时。在此期间，Jeff & Luke和Tyler & Nathan以及Dave & Kelly和Matt & Tom都已到达中继站，而Sam & Renae也在Dave & Kelly和Matt & Tom来之前完成了罚时，所以Anastasia & Chris惨遭淘汰。
6. ^ Dave & Kelly由于无法到达中继站，所以主持人在他们面前宣布被淘汰。
7. ^ Sam & Renae和Tyler & Nathan是前两支到达的队伍，但由于他们乘坐了未有营运资质的车辆，所以他们被罚时20分钟，但该罚时未对他们的排名有影响，由于Sam & Renae获得第一。所以30分钟罚时被免除。
8. ^ Jeff & Luke再买火车票时未买了2等座而不是3等座，所以火车到达后，他们要在原地罚时10分钟。
9. ^ Anne-Marie & Tracy原本是第8队出发，但由于未知原因她们在第9队出发。

## 旅程
→  印度尼西亞 →  越南 →  香港 →  澳門 →  南非 →  荷蘭 →  捷克 →  波蘭 →  以色列 →  斯里蘭卡 →  新加坡 →  

## 獎項
獎項頒發給每賽段的冠軍隊伍。
- 第1段 - 澳洲國民銀行送出每人10,000澳元及快速通關卡。
- 第2段 - 2011澳式足球決賽門券兩張及國家足球館貴賓觀光團。
- 第3段 - 澳元$10,000
- 第4段 -Kathmaudu shopping free: 澳元$10,000
- 第5段 -五千元家居娱乐系统
- 第6段 -五千澳元购物优惠
- 第7段 -NAB送的10000澳元
- 第8段 -Bing Lee送的PC套装
- 第9段 -N.A.B.送的一万澳元
- 第10段 -Bing Lee送的PC套装
- 第11段 -250000澳元

## 赛段摘要

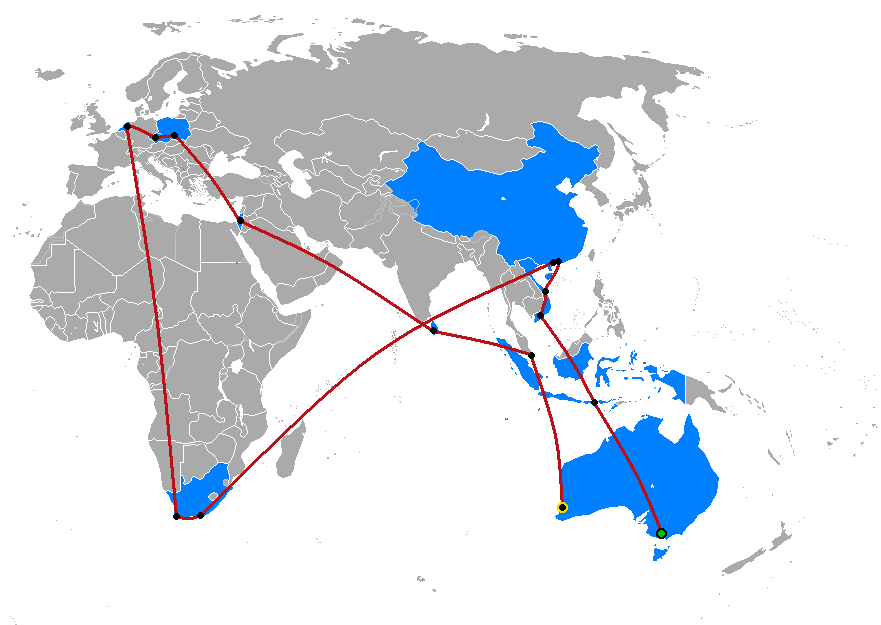
极速前进澳洲版第一季路线图。

### 第1段（澳大利亚 → 印度尼西亞）
- 澳大利亚，维多利亚州，墨爾本 (墨爾本板球場)(起點線)
- 墨尔本（墨爾本国际機場） 到 印度尼西亚巴厘岛登巴萨（伍拉·賴國際機場）
- 巴厘岛(BlueWater Express)[AT1]
- 龙目岛 (Pura Lingsa Temple)[AT2]
- 龙目岛 (Malimbu Beach) [AT3]
- 龙目岛 (Gili Trawangan – Sunset Point  )

路障：一名队员要爬上板球场的六座灯塔中的其中一座,爬到顶端后会获得线索再绳降回地面与队友会合.
绕道：金钱—队伍要前往市场的牛肉汤摊位,制作15碗牛肉丸面并以每碗不低于5000印尼盾卖出,最后将钱交给摊主就能获得下一条线索。
搬运—队伍要前往市场的一个摊位,每名队员用头顶着装有空心菜的篮子在不能用手扶的情况下运送到另一个摊位就能获得下一条线索。
附加任务
[AT1]：到达BlueWater Express后，登记三班前往龙目岛的快艇，每班间隔30分钟。第二天队伍要搭乘签到的快艇前往龙目岛，在渔村里找到下一条线索。
[AT2]：在Pura Lingsa Temple，队伍要接受当地传统的丢米仪式就能获得下一条线索。
[AT3]：在Malimbu Beach，队伍要乘船前往Gili Trawangan。然后潜入水底找到一个手提箱并将其带到附近的凉亭将箱子打开数清里面一共有多少钱，将数字给指定的人看，如果正确就能获得下一条线索。

### 第2段（印度尼西亞 → 越南）
- 龙目岛(馬塔蘭机场) 或 巴厘岛(伍拉·赖国际机场) 到 越南胡志明市(新山一國際機場)
- 胡志明市 (胡志明市大劇院)[AT1]
- 胡志明市(新山一國際機場) 到 順化(富牌國際機場)
- 順化(Trần Thanh Mại Garage)[AT2]
- 順化(启定陵)
- 順化(顺化京城)

绕道：运鸡—队伍要乘坐吉普车前往一家养鸡场抓20只鸡放入笼里,再用扁担将其送到一座市集的指定摊点就能获得下一条线索。水牛—队伍要乘坐吉普车前往指定的农田,用耕地的方式在农田里找到比赛旗帜，最后用该旗帜换取下一条线索。
路障：一名队员乘吉普车前往明命陵，在皇陵里找到七枚银币（每一枚银币里代表阮朝的一位皇帝）。然后再乘吉普车回到启定皇陵将七枚硬币按照每位皇帝的统治顺序排列，只有排列正确才能获得下一条线索。
附加任务
[AT1]：在胡志明市大剧院附近的广场上，队伍要在众多穿有传统服饰女孩的折扇里找到写有他们队名的扇子，然后用扇子换取下一条线索。
[AT2]：在Trần Thanh Mại Garage，队伍要给吉普车装上轮胎并更换机油,之后就能获得下一条线索。

### 第3段（越南 → 香港 → 澳門）
- 順化(富牌國際機場) 到香港(香港國際機場)
- 香港仔 (珍寶海鮮舫)[AT1]
- 香港(港澳客輪碼頭) 到 澳門(外港客運碼頭)
- 澳門 (澳门威尼斯人度假村酒店)[AT2]
- 路环 (妈祖文化村)

通行证：队伍要前往銅鑼灣天后廟参加一项佛教入门仪式—剃头(但这次不会把头发全剃光)。当两名队员都剃完后，就可获得通行证。
绕道：在开始两项任务前，队伍要前往九龙寨城公园。
舞狮—队伍要穿上舞狮服装并学习一套舞狮动作再表演一遍，只有得到导师的满意才能获得下一条线索。功夫—队伍要学习一套功夫并表演给导师看。得到满意后,队伍要劈开6块瓦片才能获得下一条线索。
路障：一名队员要根据线索将装饰有12生肖的灯笼按顺序排列，之后要和队友站在大门前。一旦排列正确，大门会打开队伍就可以前往中继站。
附加任务
[AT1]：乘船到达珍寶海鮮舫后，队伍要咬开桌上所有的幸运饼干，直到找到可以领取下一条线索的标签。
[AT2]：在威尼斯人度假村酒店，队伍要换上晚礼服前往赌场玩百家乐。每赢一局会获得一个麻将牌，赢下10局后下一个目的地就会显示出来，同时队伍也会获得下一条线索。

### 第4段（澳門 → 南非）
- 澳門 (大三巴牌坊)(赛段起点)
- 澳門(澳門國際機場) 或 香港(香港國際機場) 到 南非伊莉莎白港(伊麗莎白港機場)
- Graaff-Reinet (Camdeboo国家公园)
- Nomathamsanqa, Addo[AT1]
- 伊莉莎白港 (Addo大象国家公园)

绕道：投掷—队伍要投掷当地传统武器—knobkierie将远处的四个陶罐全部打碎，之后就能获得下一条线索。搭建—队伍要利用所提供的材料搭建一个长颈鹿棚屋并获得专家认可，就能获得下一条线索。
路障：队伍要驾车前往Bloukrans大桥，然后一名队员要从216米的蹦极台上一跃而下，之后就能获得下一条线索。
附加任务
[AT1]：队伍要前往Nomathamsanqa指定的羊圈，牵一头羊前往名叫"sangoma"的巫医就能获得下一条线索。

### 第5段（南非）
- 伊莉莎白港(伊麗莎白港機場) 到 開普敦(開普敦國際機場)
- 開普敦 (Dolphin Beach)
- 開普敦 (Victoria & Alfred Waterfront – Nobel Square)
- 開普敦 (Intyatyambo孤儿院)
- Atlantis (Atlantis Dunes)[AT1]
- 開普敦 (Rhodes Memorial)

路障：队伍要前往一座机场，一名队员与教练乘坐飞机到达2700米的高空后跳伞回到地面。而另一名队员则用烟火表示位置，当两名队员汇合后就能获得下一条线索。
联合：四人小队要驾车前往一座仓库，将拖车挂到车后面并共同收集所需要的物品并将物品送往一座孤儿院，之后就能获得下一条线索。
绕道：枪炮—队伍要驾车前往一家射击俱乐部，之后队员要射中9个飞碟才能获得下一条线索。玫瑰—队伍要推一个空酒桶到指定地点，然后在酒桶里装满红酒才能获得下一条线索。
附加任务
[AT1]：在Atlantis Dunes队伍要驾驶全地形车在15个篮子中寻找3个装有线索的篮子，另外12个篮子却有不同大小的沙漏，找到沙漏就必须待沙漏完才能离开。

### 第6段（南非 → 荷蘭 → 捷克）
- 開普敦(開普敦國際機場) 到 荷蘭阿姆斯特丹(阿姆斯特丹史基浦機場)
- 阿姆斯特丹 (Oud Hollands Gebakkraam)[AT1]
- 阿姆斯特丹(阿姆斯特丹中央車站) 到 捷克布拉格(布拉格中央火车站)
- 布拉格 (火藥塔)
- 布拉格 (查理大橋)[AT2]
- 布拉格 (布拉格城堡)

绕道：骑士—队伍要穿上铠甲，在老城广场里找到一位锁匠获得钥匙，之后找到位于阳台上的一位舞者用钥匙换取下一条线索。轿夫—队伍要抬着里面有小公主的轿子前往老城广场的皇宫，之后就能获得下一条线索。
路障：队伍要前往一座中世纪村庄，然后一名队员要用弓箭射中指定目标两次才能获得下一条线索。如果射中红心就会额外获得50澳元的额外经费。
附加任务
[AT1]：在Oud Hollands Gebakkraam，每名队要吃掉两个Appelbol才能获得下一条线索(注：先吃完Appelbol的4支队伍可以获得卧铺票。其他队伍则会获得座位票。)。
[AT2]：在查理大橋。队伍要在桥上的众多雕塑里找到一座神圣的雕塑(其实就是有孔的)从而获得下一条线索。

### 第7段（捷克 → 波蘭）
- 布拉格 (跳舞的房子)[AT1]
- 布拉格 (Štvanice Stadium)[AT2]
- 布拉格 (聖尼古拉教堂)[AT3]
- 庫特納霍拉 (聖母升天與聖若翰洗者教堂)
- 庫特納霍拉 (人骨教堂)

绕道：堆叠—队伍要驾车前往一家啤酒厂的打包区将啤酒箱按照要求堆放，完成两堆后就能获得下一条线索。填塞—队伍要驾车前往一家餐厅，然后队伍要吃一盘由猪头，猪心，猪肝和猪舌头制成的传统香肠，只有吃完了才能获得下一条线索。
路障：一名队员要沿着楼梯上到天花板，然后从天花板绳降回地面就能获得下一条线索。
附加任务
[AT1]：在跳舞的房子附近，队伍要找到作有标记的汽车就能获得下一条线索。
[AT2]：在Štvanice Stadium，每名队员轮流将冰球射入守门员把守球门。只要有一名队员进球就能获得下一条线索。
[AT3]：在聖尼古拉教堂，队伍要登上塔顶在地面搜寻挥舞比赛旗帜的人并将其拍下照片，照对了就能获得下一条线索。如果照错，队伍要数清从塔底到塔顶有多少级台阶，只有给出正确数字才能获得下一条线索。
- 庫特納霍拉(庫特納霍拉车站) 到 波蘭克拉科夫(克拉科夫中央车站)
- Czorsztyn (Cape Stylchen)
- Niedzica (Niedzica城堡)

绕道：放牧—队伍要搭建羊围栏，然后将作有标记的羊引诱进羊圈就能获得下一条线索。方形舞—队伍要驾上传统服装学习一套斧头舞动作并展示给评委看。得到评委的满意后，就能获得下一条线索。
路障：队伍要驾车前往維利奇卡鹽礦，然后一名队员要推着矿车到达指定区域并在矿土里找到一把能打开装有下一条线索土窑的水晶钥匙。
联合：四人小队要选择一个锯木台，轮流锯下四片木片就能获得下一条线索。

### 第8段（波蘭 → 以色列）
- 克拉科夫(约翰保罗二世国际机场) 到 以色列特拉维夫(本-古里安國際機場)
- 特拉维夫 (Azrieli Center)
- 雅法 (Hasimta Theatre) [AT1]
- 马萨达

路障：队伍要乘火车前往海法找到一座货运港口，然后一名队员要驾驶集装箱卡车绕过障碍，最后将卡车倒停在卸货区就能获得下一条线索。
绕道：探测—队伍要在沙滩上用金属探测器在指定区域搜寻能打开装有下一条线索箱子的钥匙。连击13—队伍要在沙滩上完一个名叫Matkot的球类游戏，队伍要将球来回击打13次就能获得下一条线索。
附加任务
[AT1]：在Hasimta Theatre，一名队员先要回答提板上的5个问题。之后另一名队员在进去回答，当两人的答案一致就能获得下一条线索.

### 第9段（以色列）
- 马萨达 (大希律王的冬宫)
- 約旦河西岸地區Kalya (Qumran)
- 耶路撒冷 (中央邮政局大楼)[AT1]
- 耶路撒冷 (糞廠門)[AT2]
- 耶路撒冷 (Aish HaTorah World Centre)

路障：一名队员运用翻译表将卷轴里的希伯来文翻译成英文，然后按照指定的顺序排列就能获得下一条线索。
绕道：朝圣之路—队伍要前往老城区扛起80公斤重的十字架，沿着朝圣者走的路前往 Via Dolorosa然后穿过九号站找到耶稣被执行钉死和火刑的原址上所建的教堂，就能获得下一条线索。
神圣之杯—队伍要前往哭墙里的隧道在挖掘区找到一个陶罐，然后带着陶罐前往 City of David途径地下水渠将陶罐交给考古学家从而换取下一条线索。
附加任务
[AT1]：在中央邮政局大楼，队伍要将在强制休息期间拍摄给家里的录像交给工作人员就能获得下一条线索。
[AT2]：完成绕道后，队伍要沿着城墙步行搜寻下一条线索。

### 第10段（以色列 → 斯里蘭卡）
- 特拉維夫(本-古里安国际机场) 到 斯里蘭卡科伦坡(班達拉奈克國際機場)
- 科伦坡 (Gangaramaya寺庙)[AT1]
- 科伦坡(Fort Railway Station)  到 加勒(Galle Railway Station)
- Galle (Galle Fort)[AT2]
- Galle 到 Ambalangoda[AT3]
- 科伦坡 (独立广场)

绕道：在开始两项任务前，队伍要前往一座鱼市。
数数—队伍要数清一箱碎冰有多少小鱼，只要给出的数字正确就能获得下一条线索。运送—队伍要用平板车将15块完好无损的冰块穿过熙熙攘攘的人群送到指定的摊位就能获得下一条线索。
路障：队伍要前往Mask Stall Vendor，然后一名队员要用缝纫机缝制一件衣服，得到满意后就能获得下一条线索。
附加任务
[AT1]：在Gangaramaya寺庙，队伍要接受僧侣的祈福就能获得下一条线索。
[AT2]：在Galle Fort,队伍要回答一道问题，当他们知道答案后要将其输入密码锁，如果正确就可以回答下一道问题。第二次将答案输入密码锁，如果正确就能获得下一条线索。
[AT3]：在Ambalangoda的面具摊位，队伍要选择一副面具照片。然后在众多带有面具的人群里找到带有相同面具的人。找到后，就能获得下一条线索。

### 第11段（斯里蘭卡 → 新加坡 → 澳大利亚）
- 科伦坡(班達拉奈克國際機場) 到 新加坡(新加坡樟宜機場)
- 新加坡 (梧槽大伯公庙) [AT1]
- 新加坡 (凤山寺) [AT2]
- 新加坡 (裕华园)[AT3]
- 新加坡 (新加坡摩天觀景輪) [AT4]
- 新加坡(新加坡樟宜機場) 到 澳大利亚西澳大利亚州珀斯(珀斯機場)
- 珀斯 (Kings Park War Memorial and Eternal Flame)
- 費利曼圖 (Fremantle Prison) [AT5]
- Rockingham (Cape Peron)
- 珀斯 (Heirisson Island)

绕道：在开始两项任务前，队伍要前往滨海湾金沙酒店。
绳索—队伍要前往酒店顶楼，然后每名队员要用绳索从1号塔和2号塔之间走一个来回。当第二名队员到达2号塔后，他的腰间会带上下一条线索。
阶梯---队伍要先爬完酒店一号塔的55层楼梯从而获得纪念品再下楼，然后再爬二号塔56层楼梯。最后用纪念品换取下一条线索。
路障：一名队员要在众多旗帜里找到他们曾经到访过国家的国旗并按顺序排列好，之后就能获得通往终点的线索。
附加任务
[AT1]：队伍要将榴莲劈开，直到发现里面的果肉是红色的就能获得下一条线索。
[AT2]：在凤山寺，队伍要然算命师傅看五分钟手相，之后就能获得下一条线索。
[AT3]：在裕华园,队伍要找到孔子雕像，从而指引队伍前往下一条线索。
[AT4]：在摩天轮的28个座舱里都有一个比赛信封，但只有三个比赛信封里装有下一条线索。如果找错了，就要乘坐摩天轮一圈才能继续寻找。
[AT5]：在Fremantle Prison，队伍要从守卫那里得到一串钥匙，然后在众多牢房里找到装有下一条线的牢房。

## 外部連結
- 官方網站（英文）